# Információs szűrőbuborék
Az információs vagy szűrőbuborék (epistemic bubbles, véleménybuborék) olyan személyre szabott online információs környezet - ilyenek a Facebookon, a Google-n vagy a Youtube-on vagy más platformokon minden felhasználó körül kialakulnak -, amelyek a guglizónak vagy a fészbukozónak elsősorban olyan tartalmakat kínál fel, amelyek valószínűleg érdekli, és kialakult nézeteiben, szokásaiban, érdeklődésében megerősíti. Az azoktól eltérő információk pedig egyre kevésbé kerülnek a látóterébe.

### Felmerülő negatív hatások
A buborék kialakulását és „felfújódását” azonban nehéz érzékelni, hiszen benne vagyunk, jól érezzük magunkat az ismerős környezetben, ahol rengeteg “információs táplálékhoz” juthatunk. A probléma azonban pontosan ezzel van, vagyis az információk látszólagos gazdagságával… jobban végig gondolva ugyanis kiderül, hogy ténylegesen az információ-és véleménykínálat beszűküléséről van szó. A szűrőbuborék-hatás ugyanis olyan “buborékba” zárja a felhasználót, ahonnan egyre kevésbé érzékelhető az események és a vélemények sokszínűsége. Ugyanakkor a szolgáltatókat a legkevésbé sem érdekli, hogy az ismeretségi körünk, kereséseink, érdeklődésünk és más online tevékenységeink eredőjeként egy ezek ismeretére programozott szűrőrendszer (az algoritmus) milyen tartalmakat válogat össze számunkra, és azokat milyen sorrendben jeleníti meg. A cél csupán érdeklődésünk és az aktivitásunk fenntartása - hiszen akkor találkozhatunk a legtöbb - szintén nekünk szóló - reklámmal. A szűrőbuborék tehát következmény, a megszokott üzemmódban nem a gonosz multik ármánya (bár a minket leíró adatbázis felhasználásával bármikor vissza lehet vele élni, emberek százmillióit lehet manipulálni).

### Visszhangkamra (echo-chamber)
Az ismeretbuborékkal ellentétben visszhangkamrát már nem lehet könnyen felszámolni, mert tágabb és sokrétűbb társadalmi háttérrel rendelkezik. A visszhangkamra egyfajta társadalmi struktúraként is értelmezhető, amely elnyomja a fennálló közmegegyezés számára kevésbé elfogadható hangokat. A visszhangkamra kialakulásának hátterében – az ismeretbuboréknál már megismert – biztonsághiány és félelem áll. Az emberek többsége ugyanis fél eltérni a megszokott „normális” dolgoktól, „kilógni a sorból”, ezért inkább csatlakozik egy társadalmilag elfogadott csoport véleményéhez.  A hasonló gondolkodású csoporthoz való tartozás igénye egy idő után fontosabbá válik, mint a nyilvánvaló tények és igazságok. Ezt a disszonáns helyzetet azáltal lehet oldani, hogy az adott személy már csak az általa jól ismert és elfogadott forrásokat (személyeket, internetes fórumokat és információkat) „hallja meg”, igyekszik magát elzárni minden más jellegű információtól. Az ilyen módon rögzült gondolkodásmód a további társadalmi kommunikációban már, mint tudatos félelemkeltés jelenik meg, amely nagymértékben megnehezíti a másokkal való párbeszédet és az új jelenségek befogadását – valamint nagymértékben kiszolgáltatja képviselőjét a társadalmi és politikai manipulációknak.